# Ikuno
Ikuno (生野町, Ikuno-chō) était un bourg situé dans le district d'Asago, dans la préfecture de Hyōgo, au Japon.

## Histoire

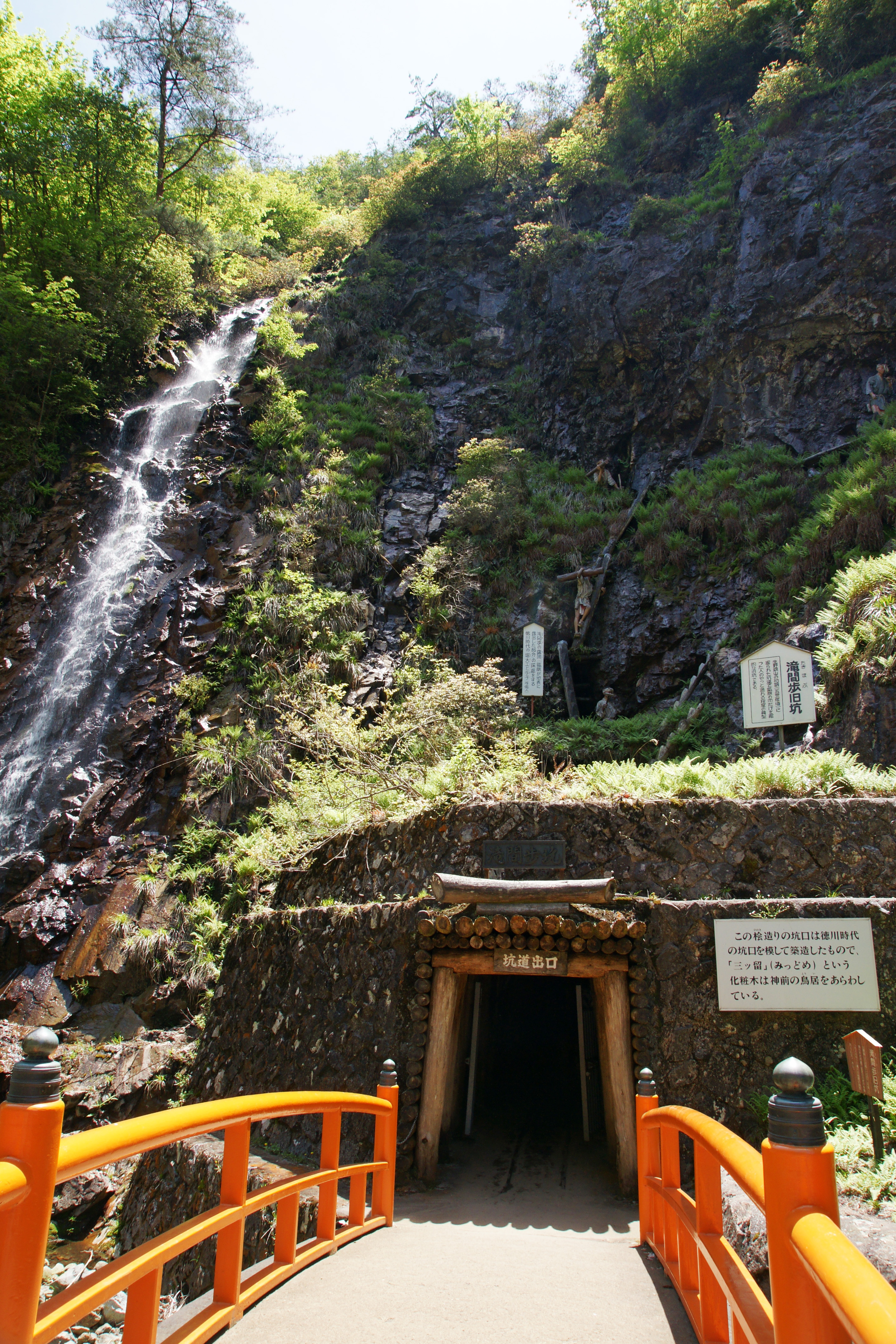
Une entrée de la mine d'argent d'Ikuno.

Le 1er avril 2005, Ikuno fusionne avec les trois autres bourgs du district d'Asago : Asago, Santō et Wadayama, afin de former la nouvelle ville d'Asago.
Le bourg est connu pour sa mine d'argent, qui a été exploitée de l'an 807 à 1973.